# Neustädter (Einkaufszentrum)

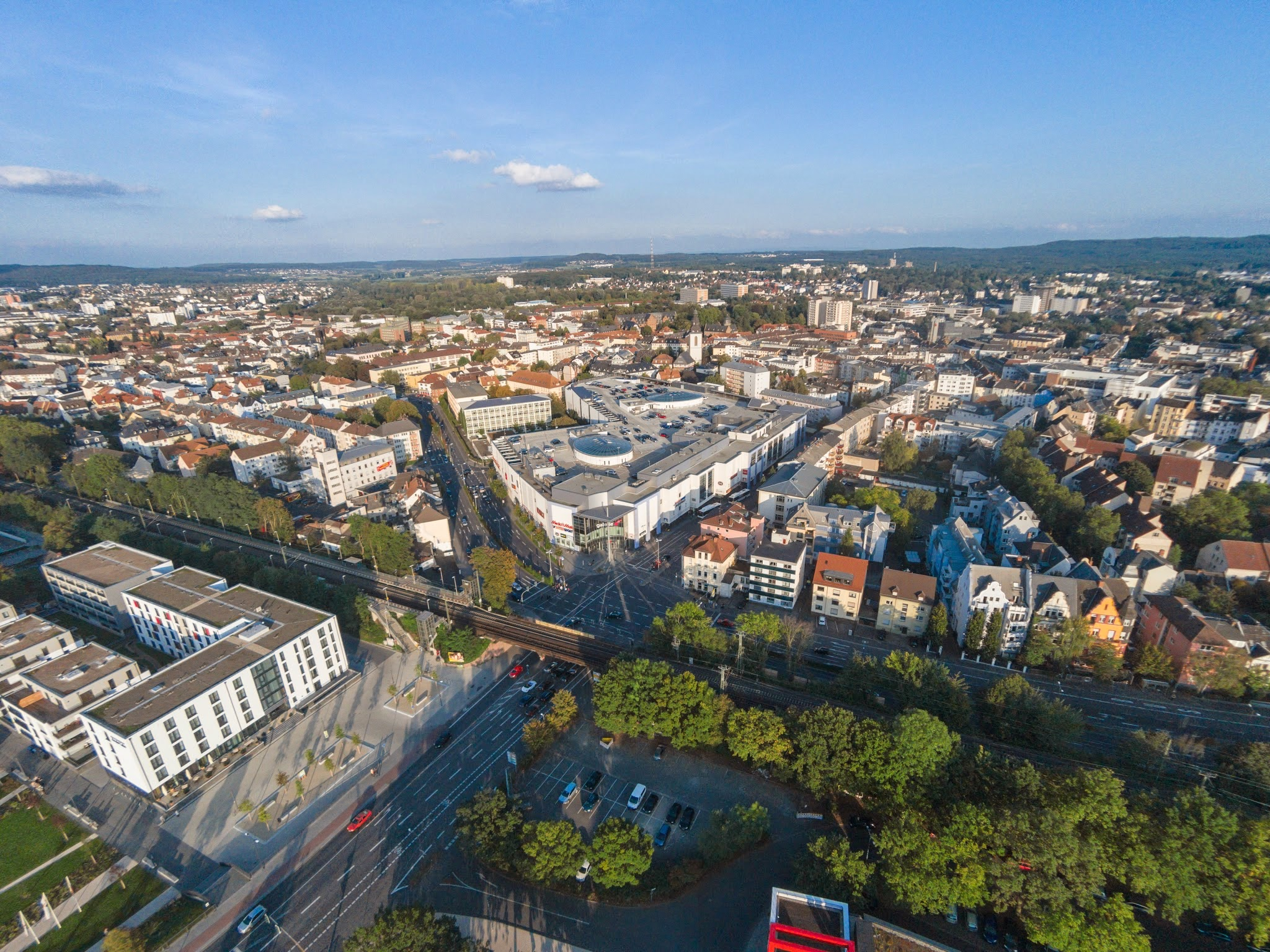
Galerie Neustädter Tor im Luftbild (2014)

Das Neustädter (Eigenschreibweise neustädter) (bis 2023 Galerie Neustädter Tor) ist ein Einkaufszentrum in Gießen, das am 20. Oktober 2005 in zentraler Lage auf der Fläche des ehemaligen Oswaldsgarten eröffnet wurde. Es ist mit zirka 33.000 m² Verkaufsfläche nach dem Forum Wetzlar das zweitgrößte Einkaufszentrum in Mittelhessen. Derzeit verteilen sich 65 Einzelhandelsgeschäfte und Gastronomiebetriebe auf zwei Ebenen.

## Entwicklung
Das Einkaufszentrum wurde in 15 Monaten von der Bad Hersfelder Rosco Unternehmensgruppe errichtet und zunächst auch betrieben. 2006 wurde es an den US-Fonds Pramerica Real Estate Investors mit Sitz in München verkauft. Bereits 2006 wurde ein schlechter Branchenmix in der Galerie festgestellt. 2007 entfiel fast ein Viertel (22,6 %) des Einzelhandelsumsatzes in der Gießener Innenstadt, der 360 Mio. Euro betrug, auf die Galerie. Seit dem 1. Oktober 2009 hat die Essener MFI Management für Immobilien AG das Center-Management übernommen.
Die Immobilie leidet bereits seit langem unter erheblichem Leerstand. 2010 verließen beispielsweise zwei Modegeschäfte, Mango und Vockeroth, das Center.
2010 wurde die äußere Gestaltung des Einkaufszentrum in der Fernsehsendung Architektursünden in Hessen des Hessischen Rundfunks kritisiert, so wurde die Fassade als »gigantische Architektursünde« und »städtebaulicher Totalschaden« eingestuft.
2012 wurden vom Center-Management „schlecht zugeschnittene Ladenflächen“ bemängelt. Außerdem diagnostizierte der Center Manager „einen »suboptimalen« Branchenmix“. Durch Neuzuschnitt der Läden und ein modernes Lichtkonzept und moderne Möbel sollte das Einkaufszentrum im Jahr 2012 attraktiver gemacht werden.
Seit 2015 wird die Galerie von Prelios Immobilien Management betrieben, nachdem diese Aufgabe zunächst in der Hand von Mfi Management für Immobilien lag.
2019 wurde das Gebäude erneut veräußert: im Juli wurde durch die Genehmigung des Kartellamtes öffentlich, dass Pramerica die Mall an die Highstreet PropCo Giessen mit Sitz in Luxemburg verkauft hat. Dieses Unternehmen gehört zur Corestate Capital Holding, einem Luxemburger börsennotierten Investmentunternehmen, das sich „auf den Erwerb und späteren Weiterverkauf von Einzelhandelsobjekten in deutschen Mittelstädten spezialisiert“ hat.